# Huskvarna kyrkogård
Huskvarna kyrkogård är en begravningsplats i Huskvarna i Sverige. Den tillkom vid 1800-talets slut, efter att marken tidigare legat på Huskvarna vapenfabriks mark. 1914 flyttades kvarlevorna av personer begravda på den tidigare begravningsplatsen över till den nyare. I klockstapelns närhet har även ett minnesmärke rests till minne av de flyttade kvarlevorna. Här finns även Garpa skans och Garpa skans kapell.

### Fotnoter
1. ↑  ”Våra kyrkogårdar”. Svenska kyrkan. https://www.svenskakyrkan.se/huskvarna/vara-kyrkogardar. Läst 22 oktober 2015.